# Groten-Turm
Der Groten-Turm ist ein 1869 erbauter denkmalgeschützter und stadtbildprägender Bau in der Arnsberger Altstadt.

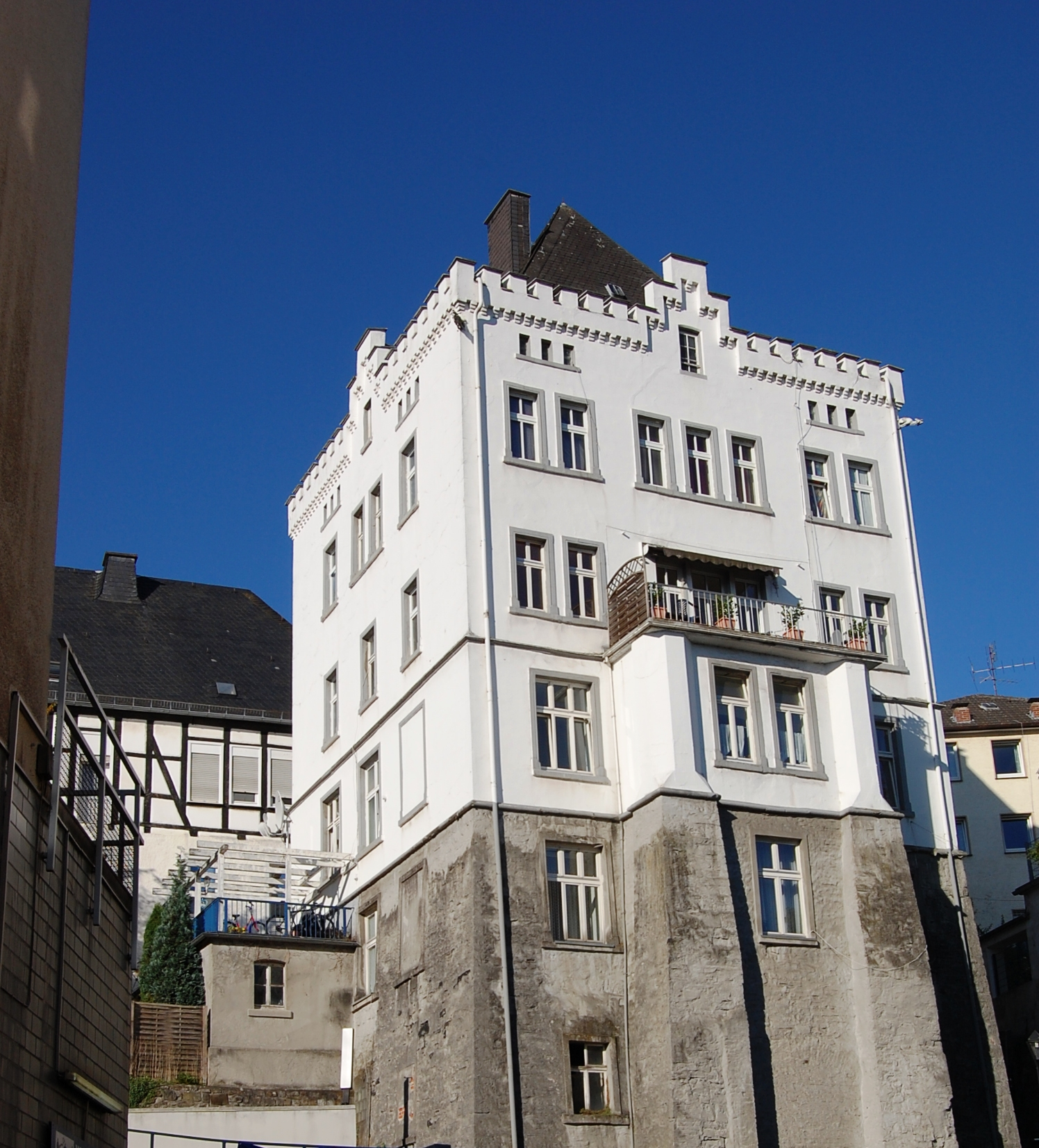
Der Groten-Turm von der Ruhrstraße aus gesehen

## Bauhintergrund
Der Verleger und Buchdrucker Heinrich F. Grote gab bereits seit 1820 das Arnsberger Wochenblatt und später unter anderem auch das offizielle Amtsblatt für den Regierungsbezirk Arnsberg heraus. Er gehörte schon in den 1830er Jahren zu den reichsten Personen in Arnsberg. Später war er einer der Mitbegründer der Cosackschen Papierfabrik. 
Der Aufschwung seines Druckereibetriebes verlangte in den 1860er Jahren die Erweiterung der Betriebsfläche. Die Pläne von 1868 sahen den Bau eines Gebäudes vor, das sowohl zu Wohnzwecken dienen wie auch die Druckerei beherbergen sollte. Vorgelagert werden sollte eine Dampfkesselanlage zur Energiegewinnung. Nach der Genehmigung der Pläne begann der Bau. Dazu wurde am Schreppenberg eigens eine Ziegelei erbaut. 

## Baubeschreibung
Das Gebäude wurde in die alte Stadtmauer hinein gebaut. Der untere Teil diente zur Aufnahme der Betriebsanlagen. In diesem Teil sind die Mauern teilweise meterdick. Der heute noch sichtbare vermauerte Torbogen im unteren Teil wurde fälschlicherweise später als Rest des alten Brückentores angesehen. Tatsächlich handelt es sich um die Rundung für den Dampfkesseldurchlass im Kesselhaus. Über der Druckerei im Untergeschoss lagen verbunden auch mit einem Aufzug Büro- und Lagerräume. Darüber befand sich die Privatwohnung Grotes. Ein großer Söller erlaubte bemerkenswerte Ausblicke auf das Ruhrtal. Im Dachgeschoss befanden sich die Unterkünfte von Bediensteten und Angestellten.
Der Bau ist in Nachfolge des Herdringer Schlossbaus in einem neogotischen Stil errichtet. Es handelt sich um einen turmartig verputzten Massivbau mit einer Bekrönung durch einen Zinnenkranz auf Konsolen und Staffelgiebeln auf allen Seiten. Bemerkenswert auch das Zeltdach. Drachenfiguren dienten zur Ableitung von Regenwasser. In einem ebenfalls neogotischen Stil wurde ursprünglich auch das benachbarte Hotel Landsberger Hof erbaut. In Arnsberg sprach man von „Burgen bürgerlicher Art.“ 

## Weitere Geschichte
Die Druckerei musste 1878 Konkurs anmelden, da Grote als Anhänger der Zentrumspartei in Folge des Kulturkampfes die Aufträge der Regierung verlor. Der Drucker Becker aus Lüdenscheid übernahm die Druckmaschinen und die Lieferaufträge, verlagerte aber die Druckerei zum heutigen Betriebsgelände an der Rumbecker Straße. Der Kaufmann Grüneberg-Schüler kaufte den Turmbau mit der noch vorhandenen Dampfkesselanlage. Diese wurde später vergrößert und diente als Antrieb einer Dampfmühle, die bis 1896 existierte. 
Nach der Zwangsversteigerung des Baus wurden die Räume zu Wohnzwecken vermietet. Zwischen 1904 und 1921 beherbergte das Gebäude eine Filiale der Reichsbank. In der früheren Wohnung Grotes lebten die Direktoren mit ihren Familien. 
Danach diente das Gebäude wieder zu Wohnzwecken. Die jüdische Frau eines dort lebenden Studienrates des Gymnasiums Laurentianum wurde während der Zeit des Nationalsozialismus drangsaliert und später ins KZ Theresienstadt deportiert. Der Ehemann wurde von der Gestapo mehrfach verhört und zeitweise verhaftet. Beide überlebten die Verfolgung und kehrten nach dem Krieg nach Arnsberg zurück. Während des Zweiten Weltkrieges wurde der Bau durch Bomben beschädigt. 
Später notdürftig wieder repariert, ließ der damaligen Eigentümer 1960 den Bau instand setzen und streichen. Im Jahr 1982 wurde er in die Denkmalliste der Stadt Arnsberg (DL 71) eingetragen. 